# Xã Richland, Quận Shelby, Illinois
Xã Richland (tiếng Anh: Richland Township) là một xã thuộc quận Shelby, tiểu bang Illinois, Hoa Kỳ. Năm 2010, dân số của xã này là 762 người.